# Hoàng đàn
Hoàng đàn hay còn gọi tùng có ngấn (danh pháp hai phần: Cupressus torulosa) là cây thân gỗ thuộc chi Hoàng đàn.

## Sinh học
Cây gỗ thường xanh có thể cao tới 40m. Đường kính tới 90 cm. Vỏ xám nâu nứt dọc. Cành non vuông cạnh phân nhánh trên cùng mặt phẳng. Lá hình vảy, nhỏ, mọc từng đôi, xít nhau và áp sát vào cành. Nón đơn tính cùng gốc: Nón đực hình trái xoan thuôn dài 5 -6mm; nón cái hình cầu hoặc trứng rộng, đường kính 1,5 –2 cm đính trên cuống ngắn 4mm. Vẩy nón 6 đôi mọc vòng, mặt vẩy hình 5 cạnh có đường gờ tỏa tròn.mỗi vảy mang 6-8 hạt. Hạt hình cầu bẹt có cánh mỏng.

## Sinh thái
Hoàng đàn sinh trưởng chậm, tái sinh kém, ra nón tháng 2-3. Nón chính 5-6 năm sau.